# 布谷孜河
布谷孜河，或譯博古孜河（維吾爾語：بوغۇز دەرياسى‎，拉丁维文：Boghuz Deryasi），亦作博古孜达里亚河（維吾爾語：بوغۇز دەريا‎，拉丁维文：Boghuz Derya），是中华人民共和国新疆维吾尔自治区西南部喀什噶尔河的一条支流，位于阿图什市境内，发源于中国与吉尔吉斯斯坦界山天山南脉的南麓玛依丹山。上游有由左至右有克普恰克河、博孜艾格尔河、和坚特河，
博孜艾格尔河与和坚特河在吐古买提乡玛依丹村汇合后,在附近的克普恰克汇入克普恰克河。克普恰克河在盖孜附近的三岔河口汇入布谷孜河，进入阿图什大峡谷。该河全长68千米，流域面积约7000km2，集水面积约2112平方千米，年均径流量约为1.05亿立方米。根据阿俄水文站34年实测，多年平均年径流量为0.9838×108m3，实测最大年径流量（1966年）1.836×108m3，实测最小年径流量（1985年）0.743×108m3，年径流系列最大变幅为多年平均年径流量的1.3倍，最大与最小年径流量比值为2.47，年径流变差系数为0.24；夏季富水期径流量占全年的31.1%，冬季枯水期径流量占全年的19.8%。实测多年平均输沙量为164.25×104t，布谷孜河多年平均含沙量为16.8 kg/m3，历年实测最大含沙量为39.5kg/m3（1989年），历年实测最小含沙量为0.65 kg/m3（1985年），历年实测最大含沙量约为历年实测最小含沙量的585倍。
布谷孜河流域无冰川和永久性积雪，上游泉眼很多；中游有山间盆地调节，地表水渗入地下到盆地南边缘又再出现，地下水补给占年径流量的77.6%，雨雪混合补给占22.4%。 

## 布谷孜河灌区
布谷孜流域灌区由布谷孜河主流、布谷孜河东支流、南支流及布谷孜河干流组成。
- 布谷孜河主流：起点阿图什市吐古买提乡，终点阿图什市阿湖乡阿湖水库，河道长28.0km，经阿湖水库调蓄分洪后分为布谷孜东支流和南支流。
- 布谷孜河东支起点阿湖水库，终点阿图什市格达良乡的托卡依水库下游2km处。经阿湖水库调蓄分洪后泄洪量的60％洪水流经阿湖乡13.0km入托格拉克水库，经托格拉克水库二次调蓄分洪后洪水泄入山谷河道内，与由北向南而来的巴羌沟洪水叠加，出山口后流向冲积扇平原8.0km处与托卡依水库二次调蓄分洪后洪水相遇，通过36km引洪干渠引洪泄入克孜河内。
- 布谷孜河南支流起点阿湖水库，终点位于阿图什市阿扎克乡翁艾日克村与自西东来的恰克玛克河北支流汇合处。经阿湖水库调蓄分洪后泄洪量的40%洪水流经下游2.0km，与阿湖水库大于十年一遇洪水时溢洪道溢流的洪水相遇自西向南流入7.0km处，与自西北向南而流的铁力克沟洪水相遇叠加，两股水流汇合自西向南流经平原河道15.6km 后，与自西北向东而流的恰克玛克河北支流洪水相遇叠加流向布谷孜河干流；
- 布谷孜河干流起点阿扎克乡翁艾日克村与东西而来的恰克玛克河北支流汇合处，终点阿图什市格达良乡的托卡依水库。由布谷孜南支流和恰克玛克河北支流两支流洪水在阿图什市阿扎克乡翁艾日克村汇合，拐弯向东在12km 处托卡依水库入口又与阿图什市城北山洪沟洪水相遇叠加后，汇入托卡依水库；

## 洪水
2011年9月20日，布谷孜河拦河水库阿湖水库遭遇百年一遇洪水。
 阿湖水库 39°49′42″N 76°03′30″E / 39.82833°N 76.05833°E